# Tectaria ebenina
Tectaria ebenina är en ormbunkeart som först beskrevs av Carl Frederik Albert Christensen, och fick sitt nu gällande namn av Ren-Chang Ching. Tectaria ebenina ingår i släktet Tectaria och familjen Tectariaceae. Inga underarter finns listade.